# Alessandro Baricco
Alessandro Baricco (Turijn, 25 januari 1958) is een Italiaans auteur.
Baricco studeerde filosofie en begon in 1990 aan zijn eerste roman. Zijn werk onderscheidt zich omdat het afwijkt van de literaire traditie, maar meer neigt naar de moderne vertelling van films en videoclips.
In het Nederlands taalgebied verschenen de volgende boeken van hem in een vertaling van Manon Smits:
- Oceaan van een zee (De Geus, 1995; De Bezige Bij, 2015)
- Land van glas (De Geus, 1996; De Bezige Bij, 2015)
- Zijde (De Geus, 1997; De Bezige Bij, 2013)
- Novecento (De Geus, 1998; De Bezige Bij, 2015)
- City (De Geus, 2000; De Bezige Bij, 2009)
- Zonder bloed (De Geus, 2003)
- De Ilias van Homerus (De Geus, 2006)
- Dit verhaal (De Bezige Bij, 2007)
- De barbaren (De Bezige Bij, 2010, non-fictie)
- Emmaüs (De Bezige Bij, 2010)
- Mr Gwyn (De Bezige Bij, 2012)
- Driemaal bij dageraad (De Bezige Bij, 2013)
- Een bepaald idee van de wereld (De Bezige Bij, 2014)
- De Jonge Bruid (De Bezige Bij, 2015)
- The Game (De Bezige Bij, mei 2019) (bekroond met de  Europese Prijs voor het Essay Charles Veillon)
- Abel (De Bezige Bij, april 2024)

## Essay "Elite en Volk"
Op 11 januari 2019 publiceerde Baricco dit essay in de progressieve Italiaanse krant la Repubblica, bevattend een kritische analyse over hoe de maatschappelijke bovenlaag omgaat met oorzaak en opkomst van het populisme. Het artikel maakte een stortvloed van voornamelijk gekwetste reacties los in de media bij de (linkse) Italiaanse elite, intelligentsia en opiniemakers. Betrekkelijk schaarse positieve uitzonderingen hierop waren de oud-hoofdredacteuren Ezio Mauro en Antonio Padellaro.

## Onderscheidingen
Het werk van Alessandro Baricco werd bekroond met verscheidene internationale prijzen. Oceaan van een zee won de Premio Viareggio, Land van glas werd bekroond met de Prix Médicis étranger en Zijde werd in 1998 uitgeroepen tot Booksellers International Book of the Year. Alessandro Baricco ontving op 10 februari 2016 de titel van doctor honoris causa van de KU Leuven.

## Adaptaties
Zijde werd in 2007 verfilmd door Francois Girard met hoofdrollen voor Keira Knightley en Michael Pitt. De novelle Novecento werd in 1998 door Giuseppe Tornatore verfilmd als The Legend of 1900.
- Bibsys: 90694983
- Biblioteca Nacional de Chile: 000389221
- Biblioteca Nacional de España: XX1211988
- Bibliothèque nationale de France: cb12254270h (data)
- Catàleg d'autoritats de noms i títols de Catalunya: 981058521356706706
- CiNii: DA10898733
- Digitale Bibliotheek voor de Nederlandse Letteren: bari004
- Gemeinsame Normdatei: 115743030
- International Standard Name Identifier: 0000 0001 1023 1089
- Library of Congress Control Number: n88253955
- Nationale Bibliotheek van Letland: 000030552
- MusicBrainz: 7aa33b80-8241-42af-994d-001527771e02
- Bibliotheek van het Japanse parlement: 00543926
- Nationale Bibliotheek van Tsjechië: jo20010083068
- Nationale bibliotheek van Australië: 35726789
- Nationale Bibliotheek van Israël: 987007305597705171
- Nationale Bibliotheek van Polen: a0000002880279
- Nationale en Universitaire bibliotheek Zagreb: 000192625
- Nederlandse Thesaurus van Auteursnamen: 113158076
- Réseau des bibliothèques de Suisse occidentale: 02-A002969378
- Istituto Centrale per il Catalogo Unico: CFIV075277
- LIBRIS: 232273
- Système universitaire de documentation: 031301134
- Trove: 1060166
- Virtual International Authority File: 27123545
- WorldCat: E39PBJkp9c7f8RHp6qcDbFqvpP